# Maria Carrubba
Maria Carrubba (Catania, 18 febbraio 1958) è un'ex calciatrice italiana di ruolo attaccante.
Ha giocato in Serie A con la Jolly Catania e vinto la Serie B con il Gravina.

## Palmarès
- Campionato italiano: 1

Jolly Catania: 1978